# Авінурме
Авінурме (ест. Avinurme) — селище на південному заході повіту Іда-Вірумаа в Естонії, що є адміністративним центром однойменної волості.
Розташоване на березі річки Авійигі.
Вперше згадується в 1599 році як село Авінорма (нім. Awinorma).
У селищі є дитячий садок, гімназія та бібліотека.

## Пам'ятки
- Лютеранська церква
- Кожне літо, починаючи з 2000 року в Авінурмі проводяться бондарні ярмарки
- Центр життєвого укладу Авінурме — центр культури та відпочинку, який поєднує також функції краєзнавчого музею; розташоване у відреставрованій будівлі колишнього пасторату, побудованому на початку XX століття. У Центрі є майстерня рукоділля та постійна експозиція на тему деревообробки, що включає старі та сучасні деревообробні верстати.